# Maria João Rodrigues
Maria João Rodrigues (ur. 25 września 1955 w Lizbonie) – portugalska ekonomistka, wykładowczyni akademicka i polityk, w latach 1995–1997 minister ds. zatrudnienia i szkoleń zawodowych, deputowana do Parlamentu Europejskiego VIII kadencji. Nazywana „matką strategii lizbońskiej”.

## Życiorys
Absolwentka socjologii na lizbońskim publicznym uniwersytecie ISCTE-IUL. Kształciła się następnie na Université Panthéon-Sorbonne, gdzie uzyskała magisterium oraz doktorat z zakresu nauk ekonomicznych. Zawodowo od 1987 związana z macierzystą uczelnią, gdzie doszła do stanowiska profesora. W latach 1989–1995 kierowała na tym uniwersytecie centrum badawczym ds. zmian społecznych i ekonomicznych.
W latach 1995–1999 z listy Partii Socjalistycznej była posłanką do Zgromadzenia Republiki.
W 1995 premier António Guterres powierzył jej stanowisko ministra ds. zatrudnienia i szkoleń zawodowych, urząd ten sprawowała do 1997. W latach 1998–2002 była specjalnym doradcą portugalskiego premiera. W 2000 odegrała kluczową rolę przy przyjęciu strategii lizbońskiej – pełniła rolę tzw. sherpy, sformułowała podstawową koncepcję strategii i doprowadziła do jej przeforsowania w Unii Europejskiej. Od 2002 powoływała w skład różnych grup roboczych działających przy Komisji Europejskiej, powoływana również na specjalnego doradcę m.in. różnych organów Unii Europejskiej. Została także profesorem na Université Libre de Bruxelles, członkinią think tanku Notre Europe i rady doradczej European Policy Centre.
W wyborach europejskich w 2014 z ramienia socjalistów uzyskała mandat eurodeputowanej VIII kadencji.